# Alexandre de La Rochefoucauld
Alexandre de La Rochefoucauld (* 29. September 1690 in Paris; † 4. März 1762 in Paris) aus dem Haus La Rochefoucauld war ein französischer Aristokrat, Militär und Hofbeamter.
Er war 5. Duc de La Rochefoucauld, Pair de France, 10. Prince de Marcillac, 5. Duc de La Roche-Guyon, Comte de Durtal, Marquis de Liancourt, Baron de Verteuil, de Marthon, d’Estissac, d’Anville et de Montignac, Seigneur de l’ancien Duché-Pairie de Hallwin, Grand-maître de la garde-robe du Roi.

## Leben
Alexandre de La Rochfoucauld ist das siebte Kind und der sechste Sohn von François VIII. de La Rochefoucauld und Madeleine Charlotte Le Tellier. Seine Großväter sind François VII. de La Rochefoucauld, 3. Herzog von La Rochefoucauld, Grand-maître de la Garde-robe, dann Grand veneur de France des Königs Ludwig XIV., und François Michel Le Tellier, Marquis de Louvois, einer der wichtigsten Minister des Königs.
Zunächst trug er den Titel Comte de Montignac, dann Comte de Durtal. 1712 wurde er der 12. Prince de Marcillac und damit der präsumptive Erbe seines Vaters, nachdem seine fünf älteren Brüder gestorben waren. Zudem war er Grand-maître de la Garde-robe du Roi en survivance seines Vaters.
Wie in seiner Familie üblich, schlug er schon früh eine militärische Laufbahn ein, entschied sich jedoch für die königliche Marine. Während des Spanischen Erbfolgekrieges wurde er 1707 Garde de Marine und absolvierte seine ersten Kämpfe in der Flotte Claude de Forbins; 1708 wurde er zum Enseigne de vaisseau befördert und brach von Dünkirchen aus zu Kämpfen an der schottischen Küste auf. 1709 wurde er Leutnant und 1710 Kapitän und diente in diesem Rang 1711 und 1712. 1712 gab er seine Karriere in der königlichen Marine auf und übernahm das Kavallerieregiment seines verstorbenen Bruders Michel Camille († 3. August 1712), mit dem er insbesondere an den Belagerungen von Douai, Quesnoy und Bouchain (Oktober) teilnahm.
Sein Vater erreichte, dass ihm mit Patentbrief von Februar 1713 (registriert beim Parlement de Paris am 4. März 1713) der Titel Duc de La Roche-Guyon verliehen wurde. Im gleichen Jahr nahm er am Deutschlandfeldzug teil, insbesondere den Belagerungen von Landau (Juni–August) und Freiburg (September–November).
Am 1. Februar 1719 wurde er zum Brigadier der königlichen Armee befördert und kämpfte in diesem Jahr in Spanien. 1726 gab er sein Regiment zugunsten seines Bruders Guy ab und quittierte den Dienst.
Mit dem Tod seines Vaters am 22. April 1728 wurde er der 5. Duc de La Rochefoucauld, Pair de France. Am 26. Mai 1728 wurde als Ritter in den Orden vom Heiligen Geist aufgenommen. Am 22. Februar 1729 legte er vor dem Parlement de Paris seinen Eid als Herzog und Pair ab. Mit dem Tod seines jüngeren Bruders Guy fiel ihm am 16. November 1731 das Herzogtum La Roche-Guyon zu.
Während des Österreichischen Erbfolgekrieges nahm er 1744 als Grand-maître de la garde-robe du Roi am Feldzug in Flandern und Deutschland teil und fiel dann Ende des Jahres bei Ludwig XV. in Ungnade, weil er nach dem Aufenthalt des Königs in Metz mit der Duchesse de Châteauroux in Streit geraten war.

## Ehe und Nachkommen
Am 30. Juli 1715 heiratete er Élisabeth Marie Louise Nicole Bermond du Caylard de Toiras, Comtesse d’Aubijoux, Dame de Sauveterre (* 20. Dezember 1691; † 30. September 1752 auf Schloss Liancourt), das einzige Kind von Jacques François Bernard Bermond du Caylard de Saint-Bonnet, Marquis de Toiras, und Françoise Louise Bérard, Dame de Bernis. Ihre Kinder sind:
- Marie Louise Nicole (* 22. September 1716 in Paris; † 31. Mai 1797 ebenda), genannt Mademoiselle de La Rochefoucauld, Duchesse d’Anville, Comtesse d’Aubijoux, Marquise de Barbezieux, Baronesse d’Artye; ⚭ (1) November 1731 ihren Onkel Guy de La Rochefoucauld, 4. Duc de La Roche-Guyon (* 8. September 1698; † 16. November 1731);[3] ⚭ (2) 28. März 1732[4] Jean-Baptiste de La Rochefoucauld de Roye, Marquis de Roucy, 1. Duc d'Anville (* 17. August 1707; † 28. September 1746), Sohn von Louis de La Rochefoucauld, Marquis de Roye, Lieutenant-général des galères, und Marthe du Casse; ihr Sohn Louis-Alexandre de La Rochefoucauld erbte 1762 den Herzogstitel
- François (* 31. Dezember 1717; † September 1718), 11. Prince de Marcillac
- Marie (* Dezember 1718; † September 1789) genannt Mademoiselle de La Roche-Guyon; ⚭ 18. November 1737 Louis François Armand de La Rochefoucauld de Roye, 1. Duc d'Estissac (* 22. September 1695; † 28. Mai 1783), Sohn von Charles de La Rochefoucauld, Comte de Blanzac, und Marie Henriette d'Aloigny de Rochefort, Comtesse de Gien; ihr Sohn erbte 1792 als François XII. den Herzogstitel als Nachfolger von Louis-Alexandre
- François (* 21. Oktober 1720; † 19. April 1721), 12. Prince de Marcillac
- Adélaïde (* 21. Januar 1722; † 9. August 1737 in Paris), genannt Mademoiselle de Marcillac

## Dynastische Ehen
Mit dem Tod 1718 bzw. 1721 seiner beiden François genannten einzigen Söhne jeweils wenige Monate nach ihrer Geburt trat in der Erbfolge eine Situation ein, die es in der Familie La Rochefoucauld zeit ihres Bestehens nicht gegeben hatte: das Familienoberhaupt hatte keine männlichen Nachkommen, wovon vor allem der Herzogstitel La Rochefoucauld betroffen war, der zu erlöschen drohte.
Erst elf Jahre später, im Februar 1732 (beim Parlement registriert am 12. März 1732) konnte Alexandre de La Rochefoucauld einen ersten Schritt zu Lösung des Problems gehen, als die Vererbung des Herzogstitels La Rochefoucauld auf eine seiner drei Töchter und ihre männlichen Nachkommen ermöglicht wurde. Der Herzog konnte nun den bereits vorbereiteten zweiten Schritt umsetzen, nämlich seine Töchter so zu verheiraten, dass der Besitz und die Titel in der Familie blieben. Infrage kamen dafür in erster Linie Angehörige des Zweigs Roye der Familie, die Nachkommen von Frédéric Charles de La Rochefoucauld, Comte de Roye et de Roucy (1633–1690), einem Urenkel von François III. de La Rochefoucauld aus dessen zweiter Ehe, die der Familie die Grafschaft Roucy eingebracht hatte. Doch auch hier war die Auswahl eng begrenzt. Nachdem die bereits Verheirateten, die im geistlichen Stand und die Protestanten ausschieden, blieben zwei Kandidaten übrig: Louis François Armand (1695–1783), Comte de Marthon et de Roucy, sowie Jean-Baptiste Louis Frédéric (1707–1745), auf den die Wahl für die älteste Tochter fiel.
Bereits am 5. Februar 1732 war der Bräutigam zum Duc d’Anville gemacht worden, so dass er im Rang der Braut nicht nachstand. Die Ehe wurde am 28. Februar geschlossen, allerdings ließ der ersehnte männliche Nachwuchs, der nächste Duc de La Rochefoucauld auf sich warten: erst am 11. Juli 1743 kam nach (zwei Töchtern) Louis-Alexandre de La Rochefoucauld zur Welt, der 1746 (mit dem Tod seines Vaters) 2. Duc d’Anville wurde und 1762 (mit dem Tod seines Großvaters) 6. Duc de La Rochefoucauld – und selbst ohne Nachkommen blieb.
Alexandre de La Rochefoucauld hatte allerdings vorgesorgt und am 18. November 1737 seine zweite Tochter (die dritte war wenige Monate zuvor 15-jährig gestorben) mit dem in der ersten Runde unterlegenen Kandidaten verheiratet. Auch hier kam der männliche Erbe erst nach zehn Jahren auf die Welt, François Alexandre Frédéric (1747–1827), der 1792 als François XII. das Erbe antrat und der der Stammvater aller bislang folgenden Duc de La Rochefoucauld wurde.